# Велики Трновац
Велики Трновац је насељено место у општини Бујановац, које се налази у Пчињском округу. Према попису из 2022. живело је 7.894 становника.

## Демографија
У насељу Велики Трновац живи 4.324 пунолетна становника, а просечна старост становништва износи 30,2 година (29,2 код мушкараца и 31,2 код жена). У насељу има 1.236 домаћинстава, а просечан број чланова по домаћинству је 5,47.
Ово насеље је великим делом насељено Албанцима (према попису из 2002. године).
| График промене броја становника током 20. века \| \| |
|                                                      |

| Националност                | 1948. | 1953. | 1961.        | 1971.        | 1981.        | 1991.      | 2002.        | 2011. | 2022.        |
| Срби                        |       |       | 86 1,74%     | 2 0,04%      | 9 0,14%      |            |              |       | 3 0,04%      |
| Албанци                     |       |       | 4.502 90,91% | 5.517 98,55% | 6.278 99,08% | 186 96,35% | 6.730 99,53% |       | 7.798 98,78% |
| Бошњаци Муслимани (до 1991) |       |       | 14 0,28%     | 1 0,02%      | 16 0,25%     | 5 2,60%    | 1 0,01%      |       |              |
| Роми                        |       |       | 11 0,22%     | 7 0,13%      |              |            |              |       |              |
| Македонци                   |       |       |              |              | 2 0,03%      |            |              |       |              |
| Југословени                 |       |       | 187 3,78%    |              | 3 0,05%      |            |              |       |              |
| Мађари                      |       |       |              | 1 0,02%      |              |            |              |       |              |
| Бугари                      |       |       |              |              |              |            | 1 0,01%      |       |              |
| Остали                      |       |       |              |              |              | 1 0,52%    | 30 0,44%     |       | 4 0,05%      |
| Укупно                      | 3.887 | 4.378 | 4.952        | 5.598        | 6.336        | 5.896      | 6.762        | —     | 7.894        |

| Година пописа     | 1948. | 1953. | 1961. | 1971. | 1981. | 1991. | 2002. |
| ----------------- | ----- | ----- | ----- | ----- | ----- | ----- | ----- |
| Број домаћинстава | 573   | 646   | 742   | 806   | 959   | 940   | 1.236 |

| Број чланова      | 1  | 2  | 3  | 4   | 5   | 6   | 7   | 8  | 9  | 10 и више | Просек |
| ----------------- | -- | -- | -- | --- | --- | --- | --- | -- | -- | --------- | ------ |
| Број домаћинстава | 44 | 85 | 98 | 205 | 249 | 223 | 147 | 64 | 33 | 88        | 5,47   |

| Пол    | Укупно | Неожењен/Неудата | Ожењен/Удата | Удовац/Удовица | Разведен/Разведена | Непознато |
| ------ | ------ | ---------------- | ------------ | -------------- | ------------------ | --------- |
| Мушки  | 2.281  | 651              | 1.556        | 72             | 1                  | 1         |
| Женски | 2.400  | 516              | 1.650        | 230            | 1                  | 3         |
| УКУПНО | 4.681  | 1.167            | 3.206        | 302            | 2                  | 4         |

| Пол    | Укупно                    | Пољопривреда, лов и шумарство | Рибарство                            | Вађење руде и камена | Прерађивачка индустрија       |
| ------ | ------------------------- | ----------------------------- | ------------------------------------ | -------------------- | ----------------------------- |
| Мушки  | 924                       | 412                           | 0                                    | 1                    | 59                            |
| Женски | 381                       | 333                           | 0                                    | 0                    | 1                             |
| УКУПНО | 1.305                     | 745                           | 0                                    | 1                    | 60                            |
| Пол    | Производња и снабдевање   | Грађевинарство                | Трговина                             | Хотели и ресторани   | Саобраћај, складиштење и везе |
| Мушки  | 2                         | 18                            | 96                                   | 8                    | 48                            |
| Женски | 0                         | 0                             | 3                                    | 0                    | 0                             |
| УКУПНО | 2                         | 18                            | 99                                   | 8                    | 48                            |
| Пол    | Финансијско посредовање   | Некретнине                    | Државна управа и одбрана             | Образовање           | Здравствени и социјални рад   |
| Мушки  | 0                         | 3                             | 16                                   | 60                   | 14                            |
| Женски | 0                         | 0                             | 1                                    | 15                   | 17                            |
| УКУПНО | 0                         | 3                             | 17                                   | 75                   | 31                            |
| Пол    | Остале услужне активности | Приватна домаћинства          | Екстериторијалне организације и тела | Непознато            | Непознато                     |
| Мушки  | 15                        | 0                             | 0                                    | 172                  | 172                           |
| Женски | 3                         | 0                             | 0                                    | 8                    | 8                             |
| УКУПНО | 18                        | 0                             | 0                                    | 180                  | 180                           |

## Религија
У насељу постоји српски православна црква Св. цара Константина и царице Јелене. Православни Срби из Бујановца су послали писмо патријарху Герману 7. маја 1969. у којем су се жалили да локални Албанци скрнаве ову цркву. Срби су ту живели до 1964., а црква је грађена на старим темељима цркве 1936/37. Уништена је ограда црквеног дворишта, сломљени су капија и врата на цркви, уништени су сви гробови, уништене су све иконе у цркви и разлупани сви прозори. Цркву су Албанци користили као тоалет, а екипа из завода за споменике из Београда је у цркви затекла једног магарца. Три џамије у месту су Албанци одржавали, а ову цркву су скрнавили. Слични вандализми се учестало понављају и у 21. веку, па су тако 2007. Срби из Бујановца у цркви затекли одваљена и бачена врата, почупане електричне водове, однет струјомер, ишчупан и поломљен лустер и пепео од ложене ватре на сред цркве, а били су и видљиви трагови људског измета.